# علاج (رواية)
علاج (بالإنجليزية: Therapy)‏ هي رواية للكاتب البريطاني ديفيد لودج، نشرت عام 1995، عن دار نشر سيكر آند واربرغ.